# Montecastrilli
Montecastrilli est une commune italienne de la province de Terni, dans la région Ombrie.

## Administration
| Période                                  | Période | Identité    | Étiquette | Qualité |
| ---------------------------------------- | ------- | ----------- | --------- | ------- |
| 2008                                     | 2010    | Carlo Raggi | PD        |         |
| Les données manquantes sont à compléter. |         |             |           |         |

### Hameaux
Casteltodino, Farnetta, Collesecco, Castel dell'Aquila.

### Communes limitrophes
Acquasparta, Amelia, Avigliano Umbro, Guardea, Narni, San Gemini, Terni.